# Kanton Le Morne-Rouge
Kanton Le Morne-Rouge (francouzsky Canton du Morne-Rouge) byl francouzský kanton v departementu Martinik v regionu Martinik. Nacházela se v něm pouze obec Le Morne-Rouge. Zrušen byl v roce 2015.